# 鹽湖城號重巡洋艦
鹽湖城號巡洋艦（CL/CA-25）為美国海军彭薩科拉級重巡洋艦，有时被称为“Swayback Maru”或“Old Swayback”。就非正式統計，本艦參加的戰役是第二次世界大战太平洋舰队的舰艇中最多的。本艦也是以犹他州盐湖城命名的第一艘船。

## 艦史
本艦於1927年6月9日由美国布朗勃法瑞电气公司的子公司纽约造船廠始建於在新泽西州肯頓；於1929年1月23日由海伦·巴奇（ Helen Budge， 摩门教团传教士領導者威廉·巴奇（William Budge）的孙女）主持下水。後於1929年12月11日在费城海军造船厂入役。

### 珍珠港事變之后
1941年12月7日當珍珠港遭到日軍襲擊時，鹽湖城號正編組於企業號航空母艦的特遣艦隊中，由威克岛返回。當位於珍珠港西方200海里（約370公里）時，他们收到了珍珠港遇襲的消息。该艦隊立即发射了侦察机，希望能抓住日军的散兵，但搜索结果无济于事。本舰繼續朝東行駛，於8日驶入珍珠港。
在緊張的夜晚加油之后，艦隊在黎明前出發搜寻群岛北部的潜艇。在10日至11日遇到了潜艇。第一艘被企業號航空母艦的俯冲轰炸机击沉；第二艘在編隊前方水面上被發現，在躲避魚雷時鹽湖城號對其開火。驱逐舰进行了多次深水炸彈攻擊，但未能確定擊沉敵艇。第三次接触的行动結果類似。編隊于12月15日返回珍珠港加油。
鹽湖城號編組於第8特遣部队（TF  8）直到12月23日，以掩護歐胡岛，并支援解救威克島的計畫。威克島失陷後，鹽湖城號的編隊轉向加強中途岛防務，後來轉至萨摩亚。
1942年2月，企業號航空母艦特遣部队對馬紹爾群島東部进行空袭，包括沃特杰、马洛埃拉普和夸贾林，以削弱敌人水上飞机基地。在这些攻擊中，进行海岸砲轟时，鹽湖城號也遭到空袭，并协助击落了两架日本轰炸机。於3月，本艦支援了在马库斯岛进行空袭。
1942年4月鹽湖城號參與TF16進行空襲東京的行動，并于4月25日返回珍珠港，立即接到命令儘快出航加入位於珊瑚海的約克城號與列克星頓號航空母艦。儘管艦隊行動迅速，但於珊瑚海海战（5月8日）時只抵達圖拉吉以東450 mi（390 nmi；720 km）。随后的工作基本上是撤退，鹽湖城號掩護編隊。於5月11日離開新赫布里底群岛，並於5月12-16日由埃法特和圣克鲁斯（Santa Cruz）向东航行。於5月16日被命令返回珍珠港，并在10天后到达。
航空母艦編隊積極備戰面對預期中日本在中途島的進攻。在六月初發生的战斗中，鹽湖城號為这些岛屿提供了后卫保护。
从1942年8月至10月10日，鹽湖城號在南太平洋支援攻佔並確保瓜达尔卡纳尔岛的作戰。在8月7日至8日登陆和随后的戰役期間，本艦護航胡蜂號航空母艦。胡蜂號於1942年9月15日被日軍潛艇以魚雷擊沉，鹽湖城號協助了救助行動。

### 埃斯佩兰斯角战役
所罗门群岛的战役進入白熱化時，美國海军派遣重型和轻型巡洋舰进行激烈的夜间战斗。10月11日至12日晚上，在埃斯佩兰斯角战役中。第64特遣艦隊（TF64）由鹽湖城號、博伊西號、海倫娜號、舊金山號組成，攻擊為瓜达尔卡纳尔岛提供补给的东京快车艦隊。不過這支艦隊的規模並不是為了應付強大的日軍護航部隊，主要是盡量破壞運輸艦。他们于10月7日抵达圣埃斯皮里图（Espiritu Santo），在瓜达尔卡纳尔（Guadalcanal）附近待機两天。陆基偵察機回報敌军正在向“狭槽”行驶。那天晚上，TF 64移至萨沃岛附近以拦截它。
巡洋舰派出了偵察機，但是在彈射过程中，盐湖城號的飞机驾驶舱内起火了。飞机在該艦附近坠毁，飞行员逃生成功，后来鄰近的小岛上被发现。日軍指揮官在黑暗中看到了火焰，但卻認為是他們所要保護的登陸部队發出的信號。日本旗舰閃耀信號燈回應，但没有收到任何回音，就继续发出信号。此時美方艦隊恰好與日方艦隊形成T字型排列，美軍艦隊位於T字橫列，能以全部舷側砲火攻擊日艦。美軍巡洋舰开火，持续擊中敵艦，7分钟後困惑的日軍才搞清楚狀況－－他们相信是友軍砲火誤擊自己。日本军舰反擊时，火力太弱也太晚了。戰役進行約半个小时。一艘日本巡洋舰沉没，一艘重創無法修復，第三艘被擊穿兩次，一艘驱逐舰沉没；日軍由五艘船艦編組的艦隊只有一艘未受損。但鹽湖城號在戰鬥中也受重創三處，博伊西號重創，但仍能以自力重回艦隊。鄧肯號被遗弃在薩沃島之外。艦隊最後駛往圣埃斯皮里图岛。

### 科曼多爾群岛之战
接下来的四个月，鹽湖城號在珍珠港进行整補。1943年3月下旬，本艦前往阿留申群岛，从阿达克岛行动，以防止日军在阿图島和基斯卡島支援其驻军。編組於TF8中，鹽湖城號在3月26日与里奇蒙號輕巡洋艦和四艘驱逐舰与一些日本运输船接觸，但這些運輸船是由重巡洋舰那智號與摩耶號，轻巡洋舰多摩號和阿武偎號，以及四艘驱逐舰所護航，其指揮官是日軍第五艦隊細萱戊子郎海軍少將。由此發生了科曼多尔群岛海战 。

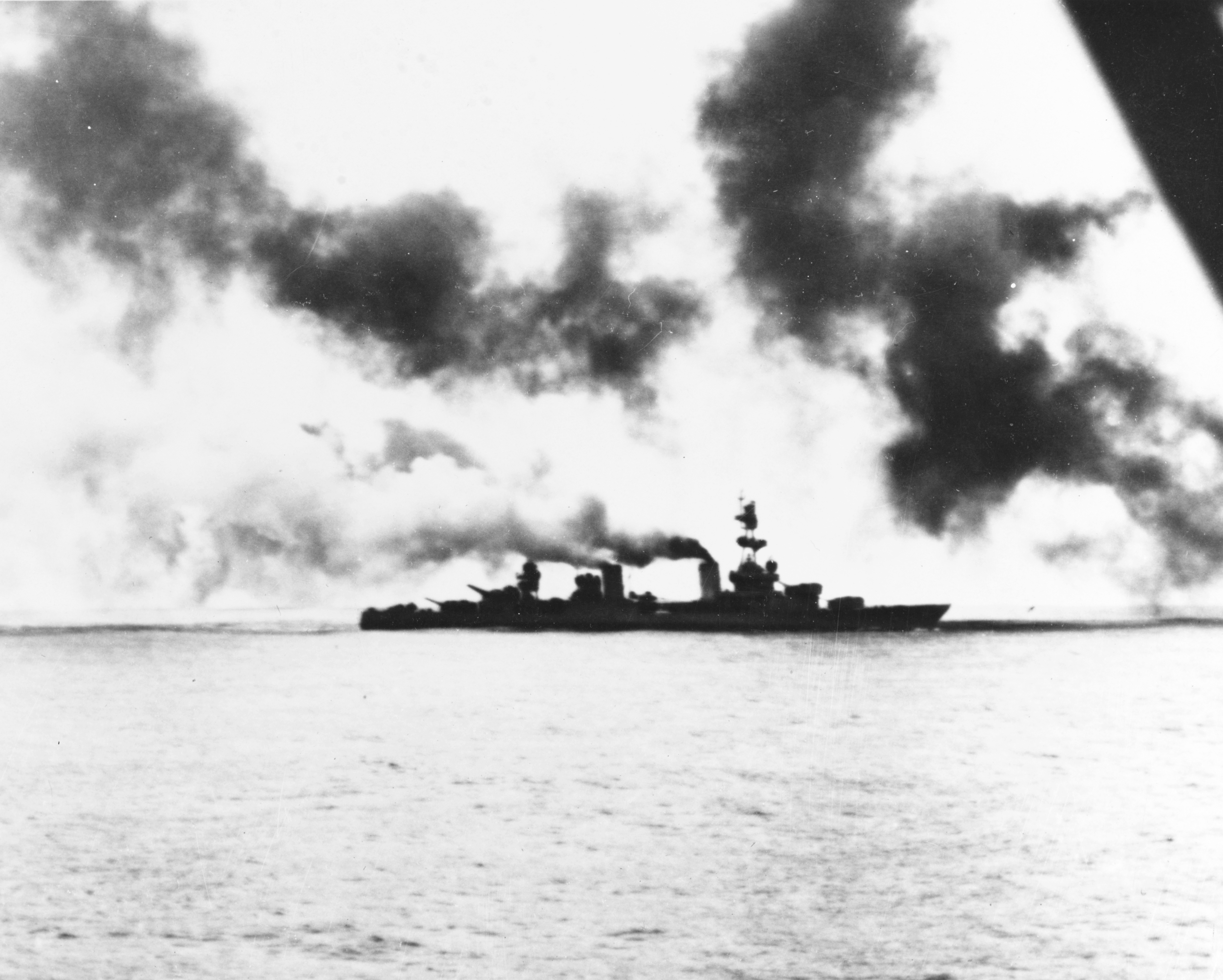
科曼多尔群岛海战中，被日本巡洋舰的炮火所破坏的鹽湖城號 ，即將失去動力停航。由伴随的驱逐舰所放出的煙幕掩護

美国军舰以为對手容易處理，便編隊並駛進射程。日军艦隊迎戰，两艘运输船安全逃离。日軍艦艇數與重砲數都比美軍多，但美軍仍然堅持作戰並不斷改变路线，希望在日軍護航艦介入之前能擊中其運輸艦。日本人也有可能兵分二路，如此鹽湖城號與里奇蒙號便可能與其中一部份部隊勢均力敵。
日軍巡洋舰同时在20,000碼（18,000）的距離上開火。随后的战斗中變成了美軍的逃跑；日本人挫败了他们攻擊運輸艦對的企图。日軍主要攻擊鹽湖城號，很快就擊中了两次，两名美軍受到致命傷。鹽湖城號很快用精準的射擊反擊。不過鹽湖城號的舵機故障，航向變換範圍限制在10度内。右舷水上飞机起火並被抛弃。另一次中彈使得前部船艙進水。驅逐舰施放煙幕掩護並進行激烈的鱼雷攻击，美国巡洋舰得以躲避转弯，使得雙方距離拉開一陣子。不過日方艦隊很快追上，鹽湖城號又開始中彈，鍋爐一個接著一個熄火，海水混進了重油管線。鹽湖城號停止前進，而日艦迅速逼近。幸运的是，她被隐藏在烟雾中，敌人没有發現到她的困境。
驱逐舰衝向日本巡洋舰，吸引日方砲火。 貝利號挨了兩發8英寸（200 mm）砲彈，但也在遠距離发射了五枚鱼雷。在此期间，鹽湖城的損害管制隊清洗燃油管路並點燃锅炉，於是又開始行駛。突然，日軍开始撤退。这是由于日本人截聽了美军对空中支援的要求，並將美国巡洋舰无奈之下发射的高爆砲彈誤認是敵機的空投炸弹。日军的彈藥與燃油也消耗很大。不過他们没有意識到美国人的弹药和燃料状况還要差得多。 
尽管數目上美方處於一比二的劣勢，但还是成功地实现了目标。日本人企图巩固其在阿留申群岛的基地的努力失败了，其艦隊折返。接著鹽湖城號為美国收復阿图島和基斯卡島的戰役提供掩護，最後结束了阿留申战役。本艦于9月23日离开阿达克（Adak），经旧金山，於1942年抵達珍珠港。

### 南太平洋作戰
接著太平洋盟军的战略集中在马绍尔群岛。穿越密克罗尼西亚和俾斯麦群岛的两列進攻，将迫使敌人分散力量，剥夺日軍进行侧翼运动的机会，讓盟軍能掌握戰略主動，選擇於何时何地发动下次进攻。为了获得足够的情报来规划马绍尔群岛的作戰，必须确保吉尔伯特群岛以作為作戰的跳板與偵察基地。鹽湖城號編組於TG50.3中，參與吉尔伯特群岛战役。
接著鹽湖城號进行了严格的艦砲射擊训练，直到11月8日，加入埃塞克斯號、邦克山號、獨立號航空母艦的編隊，於10月5日至6日对威克島進行了初步攻擊，并于11月11日攻擊拉包尔。鹽湖城號於11月13日離開吐瓦魯的富纳富提，並於19日炮击塔拉瓦环礁的贝蒂奥岛。當天雨下一天，本艦擊退了多次針對航空母艦的魚雷機攻擊。美軍於28日確保了塔拉瓦。这是太平洋戰爭中美軍第一次遭到重大的灘頭反擊的兩棲作戰，得到了許多教訓並被用在之後的島嶼戰役中。
編組於TG 50.15中，鹽湖城號參加了馬紹爾群島戰役。由1944年1月29日至2月17日，她對被跳過不攻擊的沃特傑和塔羅阿岛进行了海岸砲擊，阻斷守軍由集中在馬久羅、埃內韋塔克和瓜加林的日軍主力取得支援。跳島戰術效果很好，避免了逐島攻佔導致的不必要人员伤亡。於3月30日至4月1日，鹽湖城號参加了对西部加羅林群岛群岛的帛琉、雅浦、乌利西和沃莱艾環礁的攻擊。该巡洋舰于4月6日在馬久羅停泊，一直停留到4月25日，單艦驶向珍珠港。
鹽湖城號在4月30日到达珍珠港，并于第二天启航前往马雷岛海军造船厂。 她于5月7日到达，并在旧金山湾地区停留至7月1日。然后，她前往阿拉斯加的阿达克，于8日到达。在阿留申群岛，由于恶劣的天气，她的行动（包括計畫砲擊幌筵岛）遭到了限制，她于8月13日返回珍珠港。
盐湖城號于8月29日与彭薩柯拉號與和Monterey號對威克島进行了突击。他们于9月3日炮击该岛，然后前往埃內韋塔克停留至24日。然后，巡洋舰移至塞班岛巡航，後來前往马库斯岛進行砲擊，作為空襲台灣的牽制性攻擊，之後返回塞班岛。
於10月，在第二次菲律宾海战中，鹽湖城號重返战场，支援航母編隊攻擊日本的基地和水面艦隊。于10月15日至26日在乌里希支援航空母艦。从1944年11月8日至1945年1月25日，本艦與TF54的第五巡洋艦分隊行動，砲擊日本的火山列島，以對抗日本人以島上的机场做為跳板，对塞班岛的B-29超级堡垒轟炸機進行轰炸。这些砲擊与B-24解放者的空襲合作進行。2月本艦參與了确保硫磺岛的最后阶段以及攻占冲绳战役的初期行动期间的炮擊與掩護部隊。
鹽湖城號在硫磺岛提供了火力支援到3月13日，然后轉移到冲绳作戰，直到5月28日，才进入莱特島进行维修和保养。她于7月6日返回冲绳，负责在东中国海进行扫雷行动和一般巡逻。一个月后的8月8日，她经塞班岛前往阿留申群岛。在前往阿达克（Adak）的途中，于8月31日收到命令，前往日本本州北部，以占领大湊警備府海军基地。

### 战后
像战争结束时的许多军舰一样，盐湖城號几乎马上就停用。她最初是受命于10月份抵达西海岸时向第3舰队司令报到以停用。然而，在10月29日，她被转至魔毯行动，将太平洋战区的退伍军人送回美国
11月14日，她被列入用作十字路口行動的试验船，在比基尼环礁進行原子彈試爆。在1946年3月航行到珍珠港之前，她被部分拆毀，并减少了船员。
在原子彈爆炸威力的測試中（7月1日是空中引爆，7月25日為水面下引爆），鹽湖城號被用於评估对水面舰船的影响。在两次原子弹爆炸中幸存下来后，她于8月29日退役並等待最终处置。於1948年5月25日，本艦作為靶艦被擊沉於距離南加州海岸130 mi（110 nmi；210 km）之處，并于1948年6月18日除籍。

## 敘獎
鹽湖城號参加第二次世界大战获得11颗战斗之星，并因其在阿留申战役中的行动获得了海军单位表彰。